# Schwiedelbrouch
Schwiedelbrouch (lb. Schwiddelbruch, niem. Schwiedelbruch) – wieś (Uertschaft) w zachodnim Luksemburgu, w kantonie Redange, w gminie Rambrouch. Do 3 października 2015 miejscowość leżała w dystrykcie Diekirch, a do 26 lipca 1978 należała do gminy Folschette. Liczy 80 mieszkańców (31 grudnia 2022). 